# نیروی دریایی سلطنتی استرالیا

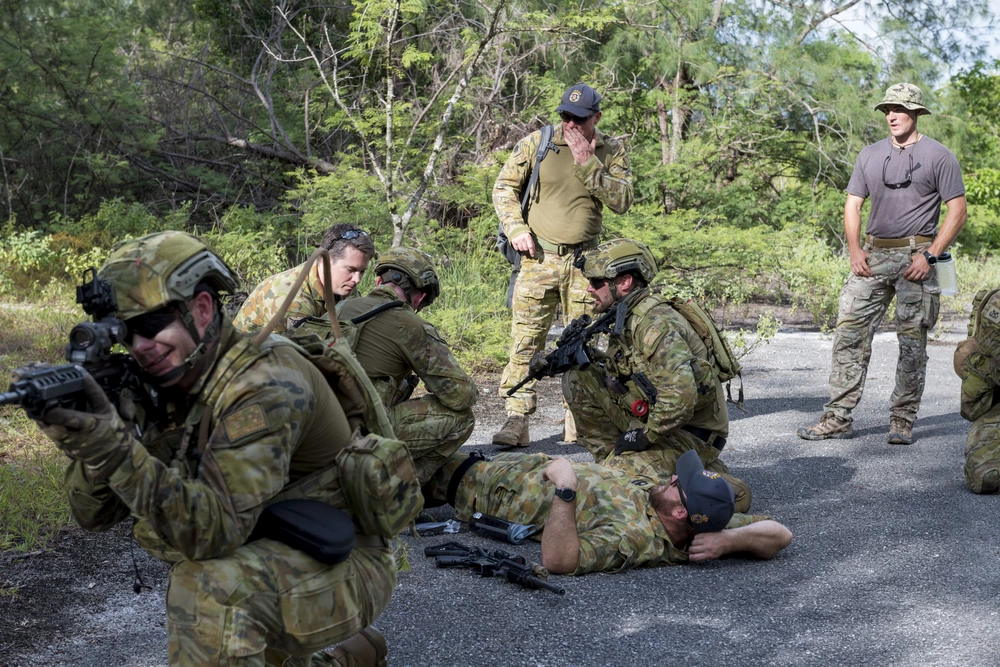
نمایی از تیم غواصی پاکسازی نیروی دریایی سلطنتی استرالیا در یک‌مانور تاکتیکی اقدام مستقیم - ۲۰۱۹

نیروی دریایی سلطنتی استرالیا (به انگلیسی: Royal Australian Navy) شاخه دریایی نیروهای دفاعی استرالیا می‌باشد. تشکیل این نیرو به سال ۱۹۰۱ باز می‌گردد. در حال حاضر نیروی دریایی سلطنتی استرالیا از ۵۴ فروند کشتی و ۱۶٬۰۰۰ نفر پرسنل تشکیل شده‌است.
نیروی دریایی سلطنتی استرالیا مالک کشتی اچ‌ام‌ای‌اس مومباه است.